# Nông cổ mín đàm

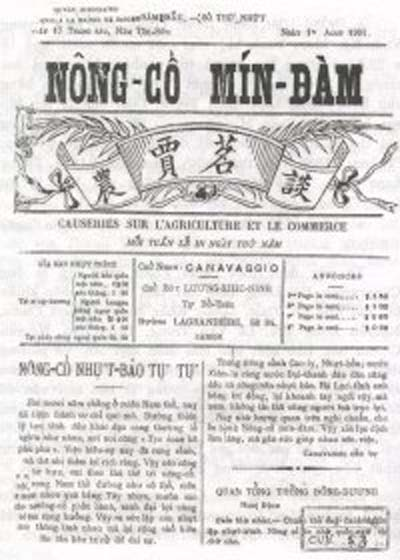
Trang nhất số đầu tiên của Nông cổ mín đàm.

Nông cổ mín đàm (chữ Hán: 農賈茗談; nghĩa là "uống trà bàn chuyện làm ruộng và đi buôn"), cũng có tên tiếng Pháp là Causeries sur l’agriculture et le commerce là tờ báo tiếng Việt do Paul Canavaggio - một chủ đồn điền và thương gia người đảo Corse, hội viên Hội đồng Thuộc địa Nam Kỳ làm chủ nhiệm, chủ bút lần lượt là các ký giả Dũ Thúc Lương Khắc Ninh, Gilbert Trần Chánh Chiếu, Nguyễn Chánh Sắt. Nông cổ mín đàm bàn về nông nghiệp và thương nghiệp, phát hành thứ năm hằng tuần tại Sài Gòn bằng chữ Quốc ngữ. Số 1 ra ngày 1 tháng 8 năm 1901. Một thời gian sau báo được xuất bản một tuần 3 kì. Sau khi phát hành số ra ngày 4 tháng 11 năm 1921 thì báo bị đình bản. Đây được coi là tờ báo kinh tế đầu tiên bằng chữ quốc ngữ.

## Hoàn cảnh ra đời
Tờ báo này ra đời theo một nghị định của Toàn quyền Đông Dương Paul Doumer ban hành tại Sài Gòn ngày 14 tháng 2 năm 1901. Ban đầu, trụ sở của tòa soạn đặt ở số 84 đường La Grandière, Sài Gòn. Một thời gian sau, trụ sở thay đổi liên tục, cuối cùng tọa lạc tại số 12 đường Cap St–Jacques, Sài Gòn. Mục đích của việc xuất bản tờ báo được nói khá rõ ở lời "tự tự' số 1:
| “                   | Hai mươi năm chẳng ở miền Nam thổ, nay đã tiệm thành cơ chỉ qui mô. Đường thiên lý lục tỉnh dẫu khác đạo cang thường lễ nghĩa như nhau, nơi nơi cũng "Tạo doan hồ phu phu". Việc hiếu-sự nay đà rang rảnh tình thê nhi thêm lại rịch ràng. Vậy nên công sự từ hưu, vui theo thú thê trì nông-cổ. Thương Nam thổ dường như cố thổ, mến Nam nhơn quá bằng Tây nhơn, muốn sao cho nông-cổ phấn hành, sanh đại lợi cùng nhau cọng hưởng. Vậy ra sức lập nên nhựt báo thông tình nhau mà lại rộng chỗ kiến văn, lần lần liệu ta cử đồ đại sự. Trong Đông cảnh Cao-ly, Nhựt-bổn, nước Xiêm-la cùng nước Đại-thanh đâu đâu cũng đều có công văn nhựt báo. Há Lục tỉnh anh hùng trí dõng, lại khoanh tay ngồi vậy mà xem, không thi thố cùng người mà trục lợi. Nay nhờ lượng quan trên nghị chuẩn, cho ấn hành Nông-cổ mín-đàm. Vậy xin lục dịch lảm tàng, mà gắn sức giúp nhau nên việc. | ” |
| — Canavaggio cẩn tự | |   |

## Phát hành
Báo được phổ biến khá rộng, hầu khắp Lục tỉnh, tuy nhiên số người mua báo không nhiều. Theo mục Bổn quán cẩn tín trang 6 số 39 (ngày 22 tháng 5 năm 1902), thì sau gần 1 năm phát hành, đã có 325 người mua báo, chủ yếu là các quan chức và điền chủ ở các địa phương, như cai tổng, hội đồng, hương chủ, tri huyện, và các công chức nhà nước - tức là những người biết đọc chữ quốc ngữ và có quan tâm đến các vấn đề mà tờ báo đề cập. So với tờ Gia Định báo thì số lượng phát hành của Nông cổ mín đàm tương đối khiêm tốn, có lẽ bởi Gia Định báo là công báo được chính phủ Pháp tài trợ xuất bản, và buộc các làng các tổng phải mua, trong khi Nông cổ mín đàm là tờ báo tư nhân và tự trang trải tài chính. Giá báo một năm dành cho người Việt (bổn quốc) là 5 đồng, cho người Pháp (người Langsa) và người nước ngoài là 10 đồng.

## Nội dung
Tên báo được in bằng chữ quốc ngữ Nông-cổ mín-đàm, bên dưới là 4 chữ Hán 農賈茗談 (Nông cổ mính đàm), sau cùng là một hàng chữ Pháp Causeries sur l'agriculture et le commerce (nghĩa là Đàm đạo về nông nghiệp và thương nghiệp). Báo có khổ 20x30 cm, với tổng cộng 8 trang, trong đó các trang giữa đăng các truyện dịch (như Tam quốc chí tục dịch hay một số truyện ngắn khác của Anh, Pháp hoặc Trung Quốc), thơ ca do các cộng tác viên sáng tác, điểm báo châu Âu, hướng dẫn cách thức vệ sinh phòng bệnh hoặc trồng trọt chăn nuôi, thông tin số lượng và giá lúa gạo bán đi các nước, 2 trang cuối dành cho quảng cáo và rao vặt.
"Thương cổ luận" là một mục quan trọng của báo, thường được đăng ở trang nhất và kéo dài đến trang sau, xuất hiện ngay từ số đầu tiên, và chỉ tạm thời đình bản trong 8 số (từ số 73 đến số 79) do tác giả là Lương Khắc Ninh đi dự đấu xảo tại Hà Nội. Đến năm 1906, "Thương cổ luận" chính thức giã từ Nông cổ mín đàm.

## Ảnh hưởng
Tờ báo ra đời góp phần thúc đẩy việc phát triển nền báo chí và văn học chữ quốc ngữ tại Nam Kỳ nói riêng và Việt Nam nói chung, Nông cổ mín đàm chính là tờ báo tổ chức cuộc thi viết tiểu thuyết đầu tiên ở Việt Nam.
Mục "Thương cổ luận" tồn tại trong suốt hơn 100 số báo, thẳng thắn tuyên chiến với tư tưởng tứ dân sĩ nông công thương đã ăn sâu vào suy nghĩ của người Việt bằng lời khẳng định: Sự đại thương là đệ nhứt cách giúp cho dân phú quốc cường, đồng thời hướng dẫn các thương nhân Việt Nam cách giao thương buôn bán và khuyến khích, kêu gọi họ đoàn kết để cạnh tranh với các thương nhân Hoa kiều và Ấn kiều. Vì lẽ đó, đây được coi là tờ báo kinh tế đầu tiên bằng chữ quốc ngữ.
Nông cổ mín đàm cũng là một trong các tờ báo đầu tiên thúc đẩy việc dịch thuật "truyện Tàu" ra chữ quốc ngữ ở Nam Kỳ, mở đầu bằng truyện Tam quốc chí tục dịch với tên người dịch được ghi là Canavaggio, nhưng một số học giả cho là của Lương Khắc Ninh.

## Hậu bản
Nông cổ mín đàm đúng ra không mất hẳn vào năm 1921 mà sang tên là Tân đời thời báo (tiếng Pháp: Journal des jeunes générations). Với tên mới, tờ báo này sống đến Tháng 11, 1924 mới chấm dứt.